# ألكسندر مادلونغ
ألكسندر مادلونغ (بالألمانية: Alexander Madlung)‏ (مواليد 11 يوليو 1982 في براونشفايغ - ألمانيا الغربية) لاعب كرة قدم ألماني يلعب حاليا لصالح نادي الدرجة الأولى فولفسبورغ الألماني منذ 2006 في مركز قلب الدفاع .

## مسيرته الكروية
لعب ألكسندر مادلونغ خلال مسيرته الاحترافية مع 5 أندية في ثمانية عشر موسمًا وسجل خلالها 45 هدفًا ضمن 384 مباراة. ولم يفز بأي موسم بالكأس وفاز في موسم واحد بالدوري.
خاض ألكسندر مادلونغ مسيرته مع Hertha BSC II ‏ في موسم 2000–01 واستمر معه طيلة ثلاثة مواسم، مشاركًا في 65 مباراة سجل خلالها 16 هدفًا. ثم انتقل إلى SG Gesundbrunnen Berlin ‏ في موسم 2002–03 ليلعب معه أربعة مواسم، حيث شارك في 81 مباراة سجل خلالها 11 هدفًا. لينتقل بعدها إلى نادي فولفسبورغ في موسم 2006–07 ليلعب معه سبعة مواسم، مشاركًا في 166 مباراة سجل خلالها 12 هدفًا. ثم انتقل إلى نادي آينتراخت فرانكفورت في موسم 2013–14 ولمدة موسمين، مشاركًا في 38 مباراة سجل خلالها 6 أهداف. هذا وانتقل لاحقًا إلى نادي فورتونا دوسلدورف في موسم 2015–16 ولمدة موسمين، مشاركًا في 34 مباراة ولم يسجل أي هدف.

## روابط خارجية
- ألكسندر مادلونغ على موقع قاعدة بيانات كرة القدم.إي يو (الإنجليزية)
- ألكسندر مادلونغ على موقع بيانات كرة القدم. دي إي (الألمانية)
- ألكسندر مادلونغ على موقع ناشيونال فوتبول تيمز (الإنجليزية)
- ألكسندر مادلونغ على موقع Soccerway.com (الإنجليزية)
- ألكسندر مادلونغ على موقع عالم كرة القدم.نت (الإنجليزية)
- ألكسندر مادلونغ على موقع كووورة
- ألكسندر مادلونغ على موقع AS.com (الإسبانية)